# Список Android застосунків від Google
Це список мобільних застосунків, що розроблені Google для їхньої операційної системи Android. Всі ці програми доступні безкоштовно з Google Play Маркету, хоча деякі можуть бути несумісні з певним пристроєм (навіть якщо вони все ще можуть функціонувати з файлу APK) або бути доступними лише на пристроях Pixel та/або Nexus. Деякі з наведених додатки можуть бути попередньо встановлені на деякі пристрої залежно від виробника пристрою та версії Android. Деякі з них, наприклад Gboard, не підтримуються у старих версіях Android.

## Активні
- Accessibility Scanner
- Action Blocks[2]
- AI Wallpapers
- Android AICore
- Android Auto
  - Android Auto Receiver
- Android Device Policy
- Android System WebView
  - Android System WebView Beta
  - Android System WebView Canary
  - Android System WebView Dev
- Android TV Core Services
- Android TV Data Saver
- Android TV Home
- Android TV Launcher
- Android TV Remote Control
- Android TV Remote Service
- AR Elements
- Audio Factory
- Backdrop Daydream
- Beacon Tools
- Bolo
- Blogger
- Cameos on Google
- Camera Go
- Carrier Services
- Dive Case Connector для Google Камери
- Cardboard
- Google Cast Receiver
- Google Chrome для Android
  - Chorme Canary (нестабільна)
  - Chorme Dev
  - Chorme Beta
- Cloud Console
- Creative Preview
- Data Transfer Tool
- Gallery
- Google Files
- Gmail
  - Gmail Go
- Google
  - Google App for Android TV
  - Google Go
- Google Ads
- Google AIY Projects
- Google Analytics
- Google Apps Device Policy
- Google Arts & Culture
  - Google Arts & Culture VR
- Google Assistant
  - Google Assistant Go
- Google Authenticator
- Google BrailleBack
- Google Chat (раніше Hangouts Chat)
- Google Classroom
- Google Earth
- Google Edu Device Setup
- Google Famly Link
- Google Fi
- Google Fiber
- Google Fit
- Google Gemini
- Google Home
- Google Keep
- Gboard
- Google Meet
- Google My Buisness
- Google One
- Google Opinion Rewards
- Google Partner Setup
- Google Pay
- Google Play Console
- Google Play Ігри
- Google Play Книги
- Сервіси Google Play (API)
- Сервіси Google Play для AR
- Google Pixel Watch
  - Google Pixel Watch Services
  - Циферблати Google Pixel Watch
- Google Santa Tracker
- Google Spotlight Stories
- Google Springboard
- Google Street View
- Google Text-to-Speech
- Google TV (раніше Google Play Фільми)
- Google TV Home
- Google Voice
- Google VR-сервіси
- Google Wifi
- Google Zhuyin Input
- Google Адміністратор (раніше Google Settings)
- Intersection Explorer
- Ivy Big Number Calculator
- Jacquard by Google
- Google Диск
- Google Документи
- Google Завдання
- Google Календар
- Google Мої карти
- Google Новини
- Google Повідомлення (раніше Android Messages та Повідомлення)
- Google Презентації
- Google Рукописне введення
- Google Таблиці
- Google Фото
- Health Connect
- Jacquard
- Jamboard
- Jump Inspector
- Live Channels
- Live Transcribe
- Local Services ads by Google
- Messenger
- Meet
- Motion Stills
- MyGlass (додаток-компаньйон для Google Glass)
- One Today by Google
- Photomath
- Pixel Camera Services
- Pixel Launcher
- Pixel Troubleshooting[3]
- Pixel VPN by Google One
- Pixel Stand
- Play Billing Lab[4]
- Private Compute Services
- Project Baseline
- Screenwise Meter
- Security Hub
- Snapseed
- System Parental Controls
- Voice Access
- Waze
- Wear OS by Google (раніше Android Wear)
  - Wear OS System UI
- YouTube
  - YouTube for Android TV
- YouTube Create
- YouTube Kids
  - YouTube Kids for Android TV
- YouTube Music
  - YouTube Music for Android TV
  - YouTube Music for Chromebook
- YouTube Studio (раніше YouTube Creator Studio)
- YouTube TV
  - YouTube TV for Android TV
- Анімовані шпалери Pixel
- Звуки
- Годинник
- Диктофон
- Експедиції
- Знайти пристрій
- Калькулятор
- Камера Pixel
- Карти Google
  - Google Maps Go
  - Навігатор для Google Maps Go
- Кнопковий доступ
- Контакти
- Миттєва транскрипція
- Навушники Google Pixel Buds
- Особиста безпека
- Перекладач Google
- Погода
- Поради Pixel
- Пропозиції користувачів
- Служби підтримки Google
- Телефон
- Телефон Hangouts
- Термометр Pixel
- Фонові малюнки
- Фотосканер від Goolge
- Шпалери з майстерні смайлів

## Припинені
- Abstracted Motion – Mural in A
- Android Auto for phone screens (об'єднаний з Google Assistant)
- Android Dev Summit
- Android Things Toolkit
- Androidify
- Currents (раніше Google+ for G Suite)
- Datally
- Daydream
- Daydream Elements
- Daydream Keyboard
- DoubleClick for Publishers (об'єднаний з AdWords)
- Google+
- Google AdSense (об'єднаний з Google Ads)
- Google Allo
- Google Body
- Google Cantonese Input
- Google Clips
- Google Cloud Print
- Google Currents (об'єднаний з Google Play Кіоском)
- Google Duo (об'єднаний з Google Meet)
- Google Finance
- Google Gesture Search
- Google Goggles
- Google Indic Keyboard
- Google Korean Input
- Google Listen
- Google Maps Navigation
- Google News & Weathe
- Google Now Launcher (об'єднаний з додатком Google)
- Google Pay Send (об'єднаний з Google Pay)
- Google PDF Viewer  (об'єднаний з Google Диском)
- Google Pinyin Input
- Google Play Кіоск (тепер Google Новини)
- Google Play Музика (об'єднаний з YouTube Music)
- Google Primer
- Google Reader
- Google Spaces
- Google TalkBack
- Google Trips
- Google Voice (об'єднаний з Google Hangouts)
- Google Voice Search (об'єднаний з Google Now)
- Google Wallet (об'єднаний з Google Pay Send)
- Hangouts (об'єднаний з Google Chat та Google Meet)
- Inbox by Gmail (об'єднаний з Gmail)
- Material Gallery
- MyTracks (підтримка припинена після запуску Google Fit)
- Pixel Ambient Services
- Quickoffice
- Scoreboard
- Toontastic 3D
- Trusted Contacts
- VR180
- YouTube Gaming (об'єднаний з основним застосунком YouTube)
- YouTube Go
- YouTube Remote (об'єднаний з основним застосунком YouTube)
- YouTube VR
- Віддалене керування Chrome
- Науковий журнал
- Японська розкладка Google